# منتخب الإكوادور لكأس فيد
منتخب الإكوادور لكأس فيد هو ممثل الإكوادور الرسمي في كرة المضرب في كأس فيد.